# 일본국 헌법 제90조
일본국 헌법 제90조(일본어: 日本国憲法第90条)은 일본국 헌법 제7장 "재정"의 조문 중 하나이다. 회계검사원의 설치 및 국회의 결산 심사에 대해 규정하고 있다.

## 조문
일본국 헌법 제90조
① 국가의 수입·지출의 결산은 모두 매년 회계검사원이 이를 검사하며, 내각은 다음 연도에 그 검사 보고와 함께 이를 국회에 제출하여야 한다.
② 회계검사원의 조직 및 권한은 법률로 이를 정한다.

## 해설
정부나 공공기관의 수입과 지출을 검사하는 기관으로 회계검사원(한국의 감사원에 해당)을 둔다고 규정하였다. 회계검사원의 조직 및 권한 등에 관해 구체적인 것은 법률 규정에 맡기고 있다.